# Sabri Kiçmari
Sabri Kiçmari (* 14. September 1967 in Podujevo, SFR Jugoslawien, heute Kosovo) ist ein kosovarischer Diplomat und der erste Botschafter der Republik Kosovo in Österreich.
Kiqmari studierte an der Ruhr-Universität Bochum und beendete dort März 1997 sein Grundstudium. Danach setzte er sein Studium an der Philosophischen Fakultät der Rheinischen-Friedrich-Wilhelm Universität in Bonn fort und bekam Dezember 2001 seinen Magister Artium. Dort erhielt er Juni 2007 auch seinen Doktor am Institut für Politikwissenschaft und Soziologie.
Neben seinem Studium war Kiçmari auch als Journalist tätig. Von 1989 bis 1999 berichtete er als Korrespondent der Zeitschrift Zeri i Kosovës aus Deutschland. September 2001 bis September 2005 war er Medienanalyst beim Media-Institut in Bonn. März 2006 wurde er Dozent für Soziales und Europäische Integration an der Philosophischen Fakultät an der Universität Priština.
Nach der Aufnahme diplomatischer Beziehungen zwischen Österreich und der Republik Kosovo wurde der ehemalige Auslandsprecher der UÇK Oktober 2008 Geschäftsträger a. i. der kosovarischen Botschaft in Wien. Oktober 2009 erfolgte seine Aufwertung zum Botschafter.
Kiçmari ist verheiratet und hat zwei Kinder.